# Denys Dobson
Denys Douglas Dobson (28 de octubre de 1880 – 10 de julio de 1916) fue un jugador de rugby británico que jugó en los equipos Oxford University y Newton Abbot. Dobson jugó para Inglaterra y el equipo de las islas británicas en su gira de 1904 por Australia y Nueva Zelanda. Fue el primer jugador de un equipo británico de rugby de gira en ser expulsado del campo de juego, cuando fue expulsado en un partido contra el Distrito del Norte en Newcastle, Nueva Gales del Sur.

## Muerte
Con su carrera de rugby a las espaldas, Dobson, un funcionario público, fue designado como funcionario colonial en Nyasalandia. En 1916, mientras servía en Ngama fue fatalmente corneado por un rinoceronte atacando. Cuando la noticia de su muerte llegó a Inglaterra, un antiguo profesor en Oxford comentó que Dobson "...Siempre tuvo un hand off débil."

### International Caps
Inglaterra
- Irlanda 1902, 1903
- Escocia 1902, 1903
- Gales 1902, 1903

Islas Británicas
- Australia 1904 (1.ª Prueba), 1904 (2.ª Prueba), 1904 (3.ª Prueba)
- Nueva Zelanda 1904